# Lithurgus atratus
Lithurgus atratus är en biart som beskrevs av Smith 1853. Lithurgus atratus ingår i släktet Lithurgus och familjen buksamlarbin. Inga underarter finns listade i Catalogue of Life.